# しるし (Mr.Childrenの曲)
『しるし』は、日本のバンド・Mr.Childrenの29枚目のシングル。2006年11月15日にトイズファクトリーより発売された。

## 概要
通常盤のみの1形態で発売。前作『箒星』から約4か月ぶりのシングルとなる。アートディレクターは丹下紘希で、15thシングル『終わりなき旅』以来14作ぶりに桜井和寿がジャケットを飾った（アルバムを含めると9thアルバム『Q』以来）。ジャケットは、人が寝ている時から起き上がって1日を過ごしてまた眠るという動作に人の一生を重ねるというコンセプトになっている。

## チャート成績
初週35.0万枚を売り上げ、オリコンチャートで5thシングル『innocent world』から25作連続初登場1位を獲得し、松田聖子の24作を上回りB'zの38作（当時）に次ぐ歴代2位（当時）を記録した。
発売日と集計期間の関係上、オリコンでの2006年度の年間チャートでは7位となり、『COUNT DOWN TV』や『ミュージックステーション』での2006年度の年間ランキングでは2位となった。
2007年1月16日付のオリコンチャートで7週ぶりに1位を獲得。シングルの1位返り咲きは、5thシングル『innocent world』と、6thシングル『Tomorrow never knows」に続いて3作目で、松田聖子、中森明菜、サザンオールスターズに並び、シングル返り咲き1位作品数の歴代1位タイ記録となった。また、25thシングル『掌/くるみ』以来となる10週連続トップ10入りを記録した。累計売上は74.0万枚。
2023年5月、表題曲「しるし」の総ストリーム数が5000万回を突破。日本レコード協会よりゴールド認定を獲得した。

## 収録曲
| 全作詞・作曲: 桜井和寿、全編曲: 小林武史 & Mr.Children。 |                                      |          |            |      |
| #                                                        | タイトル                             | 作詞     | 作曲・編曲 | 時間 |
| 1.                                                       | 「しるし」                           | 桜井和寿 | 桜井和寿   | 7:12 |
| 2.                                                       | 「ひびき」                           | 桜井和寿 | 桜井和寿   | 3:17 |
| 3.                                                       | 「くるみ -for the Film- 幸福な食卓」 | 桜井和寿 | 桜井和寿   | 5:27 |
| 合計時間:                                                | 合計時間:                            | 15:56    |            |      |

## 楽曲解説
1. しるし
  - 日本テレビ系水曜ドラマ『14才の母』主題歌。
  - メンバーに聴いてもらったデモ段階では、桜井和寿のピアノの弾き語りだった[8]。
  - 桜井が7年間、大切に飼い続けていたリスザルの「モンちゃん」を想って書いた曲で、「もう、おんおん泣きながら書いたのがこの歌だった。でも、死んだ者への言葉に聴こえすぎるところは、誰もが共感しうる恋愛の歌に聴こえるよう、自分の気持ちをコントロールしつつ書いていたかもしれないけど。」と語っている[8]。
  - 桜井は「愛情が高まった2人の物語なのか、離れ離れになる2人の物語なのか。そのどちらとも受け取れるラブソングです。」「最高のラブソングができました」とコメントしている[9]。
  - 2006年の2月初旬に桜井がデモを持ち込み、2006年の3月下旬からレコーディングされたが、歌詞に関しては最初からリリースに至るまでほぼ変更されていないという[10]。
  - サビの特徴的な歌詞を書いた理由を聞かれ、桜井は「『ダーリンダーリン』とあるが、メロディがそう歌ってくれって言ったから歌っただけ。浮かんだ後で恥ずかしくて躊躇したが、しょうがない。俺のせいじゃないから。」と答えている[11]。
  - どうやったら最後の最後で大団円を迎えることができるのか悩んでいた際、ラスサビ前のブレイクで無音になるアレンジを思い浮かび、試したら見事にハマったという[8]。
  - 演奏時間は7分12秒で、2020年に38thシングル『君と重ねたモノローグ』が発売されるまでは、シングル曲で最長の楽曲であった。
  - ミュージック・ビデオには桜井のみ出演している。元々はメンバー全員のほか、エキストラの老人や子供も登場する予定で、実際撮影も行われていた[3]。しかし桜井曰く、メッセージが強すぎたため、ただ思いだけが伝わるようにシンプルな映像にしたとのこと[12]。監督は丹下紘希が務めた。CMでは桜井のみのバージョンとメンバー全員が出演しているバージョンが存在する。ミュージック・ビデオは2012年5月10日発売のベスト・アルバム『Mr.Children 2005-2010 <macro>』の初回限定盤、2018年3月21日発売のライブ・ビデオ『Mr.Children DOME & STADIUM TOUR 2017 Thanksgiving 25』に収録されている。
  - ミュージック・ビデオは『SPACE SHOWER Music Video Awards 07』で「BEST VIDEO OF THE YEAR」と「BEST GROUP VIDEO」の2つの賞を受賞した。また、最後にシークレットゲストとして登場し本楽曲を披露した。この2つの賞の受賞は『SPACE SHOWER Music Video Awards 04』での「くるみ」以来となる。
2. ひびき
  - 小林武史は「初期のMr.Childrenみたいだ」と語っていたという[13]。
  - 桜井が自転車に乗っている時に思い浮かんだ曲[14]。
  - タイトル候補に「クラッカー」や「響き」があった[15]が、最終的に鈴木英哉の意向で「ひびき」に決定した[16]。
  - 発売翌年にカップリング集アルバム『B-SIDE』のプロモーション用にミュージック・ビデオが作られ、ミュージック・ビデオには2ndアルバム『Kind of Love』、3rdアルバム『Versus』が登場している。監督は窪田崇が務めた。
  - 2014年に開催されたファンクラブ限定ツアー『Mr.Children FATHER & MOTHER 21周年ファンクラブツアー』の直前に行われた「会員が最もライブで聴きたい曲」アンケートでは12位に選ばれた[17]。
3. くるみ -for the Film- 幸福な食卓
  - 松竹系映画『幸福な食卓』主題歌[18]。
  - 25thシングル『掌/くるみ』に収録されている「くるみ」を『MR.CHILDREN DOME TOUR 2005 "I ♥ U"』で披露されたバージョンを基に録り直している[14]。原曲よりキーが半音下げられており、最後はフェードアウトせずに終了する。
  - 1番と2番はピアノ主体のアレンジになっている。
  - 当初は、前シングル『箒星』のカップリング曲候補だった[19]。
  - 2006年の5月に東京都のBunkamuraスタジオでレコーディングが行われた[20]。
  - 桜井は「オリジナルの歌い方には何らかの自意識が感じられて……凄くポップな曲だからこそもうちょっとロック的なエッジを立てた歌い方とか、時代に合ったバランスの取り方を考えながら歌ってたんです。ミスチルを今の世の中にどういうふうに見せていくかって考えた結果なんですけど。でも、それが何かにエクスキューズしてるように感じられて、オリジナルは今の時代や映画に合わないなって思ったんです。だから、もうちょっとシンプルに歌いたかった。」と語っている[14]。
  - FM802の特設ホームページで本曲を使った特別映像が公開されていた。[要出典]

## テレビ出演
本作の発売時はテレビ番組への出演が非常に多く、特にテレビ朝日系『ミュージックステーション』にはスーパーライブも含めると3度も出演した。
| 番組名                                                | 日付           | 放送局     | 演奏曲                                    |
| ----------------------------------------------------- | -------------- | ---------- | ----------------------------------------- |
| ミュージックステーション                              | 2006年10月13日 | テレビ朝日 | しるし                                    |
| HEY!HEY!HEY! MUSIC CHAMP                              | 2006年11月6日  | フジテレビ | しるし                                    |
| 音楽戦士 MUSIC FIGHTER                                | 2006年11月10日 | 日本テレビ | しるし                                    |
| ミュージックステーション                              | 2006年11月17日 | テレビ朝日 | しるし                                    |
| COUNT DOWN TV                                         | 2006年11月18日 | TBS        | しるし                                    |
| うたばん                                              | 2006年11月23日 | TBS        | しるし                                    |
| 1億3000万人が選ぶ! ベストアーティスト2006             | 2006年11月29日 | 日本テレビ | しるし                                    |
| 2006 FNS歌謡祭                                        | 2006年12月6日  | フジテレビ | しるし                                    |
| ミュージックステーションスペシャル スーパーライブ2006 | 2006年12月22日 | テレビ朝日 | しるし                                    |
| HAPPY Xmas SHOW! 聖夜にあの名曲が夢の共演で蘇る!      | 2006年12月24日 | 日本テレビ | しるし                                    |
| Music Lovers                                          | 2007年3月11日  | 日本テレビ | Tomorrow never knows しるし フェイク 彩り |
| 僕らの音楽                                            | 2007年3月23日  | フジテレビ | Mirror しるし 彩り                        |
| 春うた2007                                            | 2007年3月30日  | NHK        | しるし 彩り                               |
| HAPPY Xmas SHOW! 音楽とクリスマスが出会う夜           | 2007年12月23日 | 日本テレビ | ひびき 旅立ちの唄                         |

## ライブ映像作品
しるし
| 作品名                                      |
| ------------------------------------------- |
| HOME                                        |
| Mr.Children HOME TOUR 2007                  |
| Mr.Children HOME TOUR 2007 -in the field-   |
| Mr.Children / Split The Difference          |
| ap bank fes '10                             |
| MR.CHILDREN TOUR POPSAURUS 2012             |
| Mr.Children、ヒカリノアトリエで虹の絵を描く |
| Mr.Children Tour 2018-19 重力と呼吸         |

ひびき
| 作品名                                    |
| ----------------------------------------- |
| Mr.Children HOME TOUR 2007 -in the field- |

## 収録アルバム
- 『HOME』 (#1)
- 『Mr.Children 2005-2010 <macro>』 (#1)
- 『Mr.Children 2003-2015 Thanksgiving 25』 (#1)
- 『Mr.Children 2015-2021 & NOW』（#1）(Liveバージョン)
- 『B-SIDE』 (#2, #3)

## カバー
- しるし
  - 上野優華（2017年9月1日、配信シングル『しるし（カバー）』）[注 7]